# Hardenberg
Hardenberg  è un comune olandese di 59 016 abitanti situato nella provincia di Overijssel.
Nella frazione di Ane il 28 luglio 1227 venne combattuta una cruenta battaglia nella quale un esercito di nobili bene armati fu battuto da cittadini e contadini armati di falci e zappe.